# Hooge en Lage Zwaluwe
Hooge en Lage Zwaluwe is een voormalige Nederlandse gemeente in Noord-Brabant. De gemeente telde in 1996 6163 inwoners en had een oppervlakte van 36,95 km².
In 1997 werd de gemeente Hooge en Lage Zwaluwe in het kader van de gemeentelijke herindeling van Noord-Brabant opgeheven en ingedeeld in de nieuwgevormde gemeente Made, sinds een naamswijziging in 1998 de gemeente Drimmelen. Het deel van het dorp Moerdijk dat in de gemeente Hooge en Lage Zwaluwe lag, is overgegaan naar de gemeente Zevenbergen, sinds naamswijziging in 1998 de gemeente Moerdijk.

## Trivia
- De Nederlandse koning voert de adellijke titel Heer van Hooge en Lage Zwaluwe. Zie Titels Nederlandse koninklijke familie.
- Hooge Zwaluwe wordt geschreven met -oo- ("oude spelling") maar Lage Zwaluwe volgt de zgn. "nieuwe spelling", zelfs als ze allebei samenkomen in Hooge en Lage Zwaluwe.